# Жир печінки акули

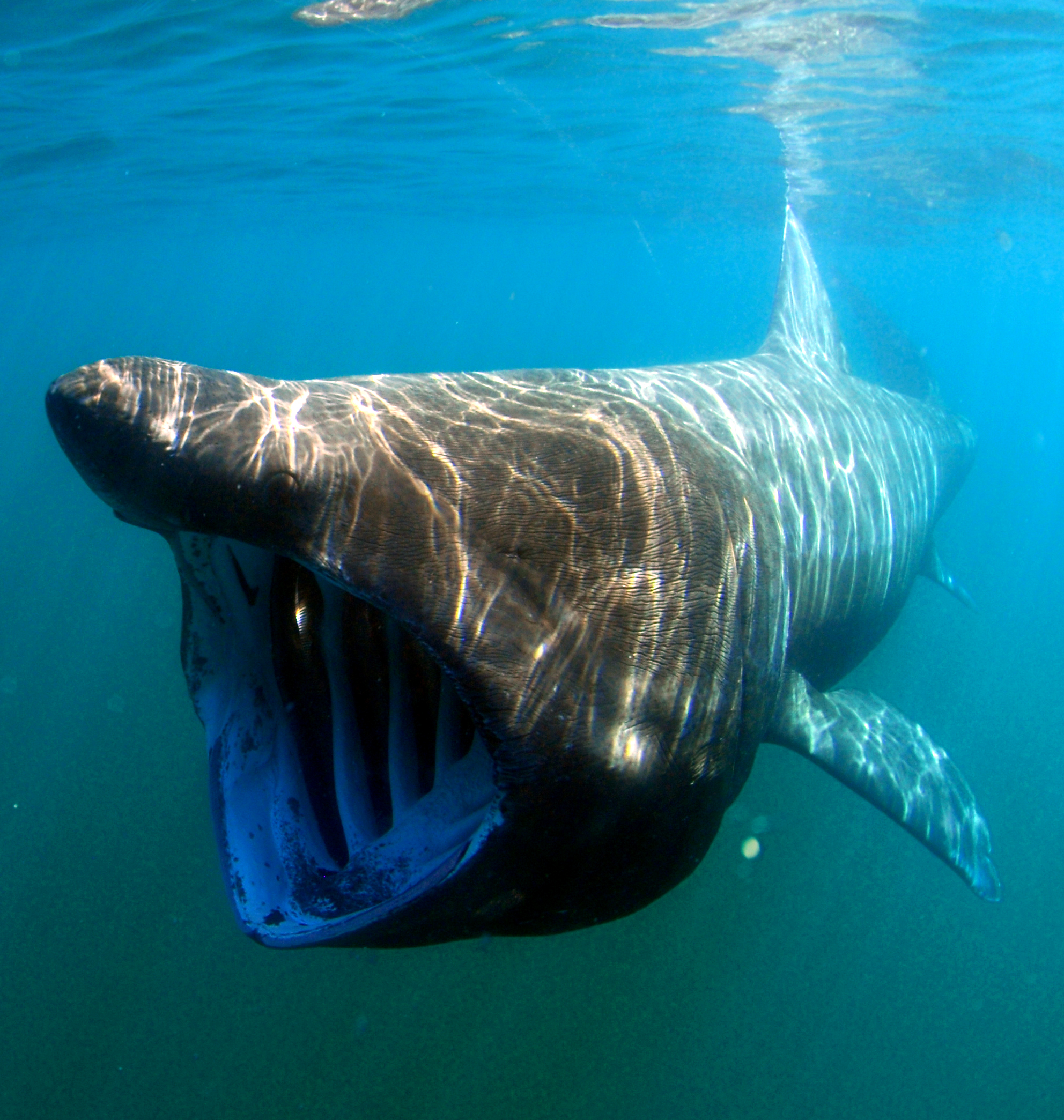
Акули, з яких отримують печінковий жир, включають супову акулу звичайну і ковтаючу акулу гранульовану, а також акулу велетенську (на фото). Всі ці три види були визнані Міжнародним союзом охорони природи як уразливі через промисл.

Жир печінки акули — жир, що одержують з печінки акул. Він використовується століттями як народний засіб для сприяння загоєнню ран і як засіб від проблем дихальних шляхів та травної системи. Її рекламують як дієтичну добавку, і з'являлися додаткові заяви, що вона може лікувати інші хвороби, такі як рак, ВІЛ, променеву хворобу, свинячий грип та застуду. На сьогоднішній день ефектиність такого лікування медично не підтверджена, і жир печінки акули сам собою не є ліками та не призначається/не застосовується американськими лікарями. Однак жир печінки акули є компонентом деяких зволожуючих лосьйонів для шкіри та ліків від геморою.

## Функція в акул
Багато риб підтримують плавучість завдяки плавальному міхуру. Однак акулам не вистачає плавальних міхурів, і вони підтримують свою плавучість замість цього великими печінками, повними жиру. Цей запасений жир може також виконувати функції поживної речовини, коли бракує їжі. Для промислу цінними є глибоководні акули, оскільки їхня печінка може становити до 5-10 % від їх загальної ваги.

## Склад
Основним компонентом багатьох жирів акул є сквален, тритерпеноїд (C30H50), який становить до 90 % жиру, залежно від виду. У ковтаючих акул сквален може становити 15 % від загальної маси тіла. Пристан, інший терпеноїд (C19H40), часто є другорядним компонентом і становить майже 8 % у складі жиру.

## Лікарське застосування
Більшість добавок на основі жиру печінки акули не тестували, щоб з'ясувати, як вони взаємодіють з ліками, продуктами харчування чи травами та іншими добавками. Незважаючи на те, що деякі висновки про взаємодії та шкідливі наслідки можуть бути опубліковані, повні дослідження взаємодії та наслідків не часто доступні. Незважаючи на те, що багато людей приймали жир печінки акули, проблема потенційної токсичності у звичайних дозах не була добре вивчена. Повідомлялося про деякі незначні проблеми з травленням, такі як нудота, розлад шлунку та діарея. Безпечний діапазон доз жиру печінки акули ще не визначений, хоча передозування може мати токсичні наслідки.
Деякі дослідження на тваринах показали, що олія печінки акули та її компоненти можуть підвищувати рівень холестерину в крові. Японське дослідження виявило, що деякі добавки до жиру печінки акули заражені поліхлорованими біфенілами та полібромованими дифеніловими ефірами. Поліхлоровані біфеніли можуть мати шкідливий вплив на людину і можуть збільшити ризик деяких видів раку. Люди з алергією на морепродукти також можуть мати реакцію на жир печінки акули.
Жир печінки акули оманливо рекламується як ліки від раку. Крім того, його в багатьох перекладах плутали зі словом «вугілля». Незважаючи на твердження, що алкокси-гліцерини, отримані з жиру печінки акули, можуть зменшити ріст пухлини, недостатньо доказів, щоб підтвердити, що це дієвий метод лікування.

## Барометри із жиром печінки акули
Традиційно жителі Бермудських островів використовують «барометри» на основі жиру печінки акули для прогнозування штормів та інших неспрятливих погодних умов. Маленькі пляшки з жиром вивішують на вулиці. Якщо пляшка прозора, то погода буде хорошою, якщо мутна — погода буде погіршуватися. Вони не є справжніми барометрами, і їхня дієвість суперечлива.